# 砷酸钐
砷酸钐是钐的砷酸盐，化学式为SmAsO4。它有着很好的热稳定性，其pKsp,c为22.73±0.08。

## 制备
砷酸钐可由砷酸钠（Na3AsO4）和氯化钐（SmCl3）在溶液中反应制得：
Na3AsO4 + SmCl3 → 3 NaCl + SmAsO4↓